# Moraea flaccida
Moraea flaccida är en irisväxtart som först beskrevs av Robert Sweet, och fick sitt nu gällande namn av Ernst Gottlieb von Steudel. Moraea flaccida ingår i släktet Moraea och familjen irisväxter. Inga underarter finns listade i Catalogue of Life.

## Bildgalleri

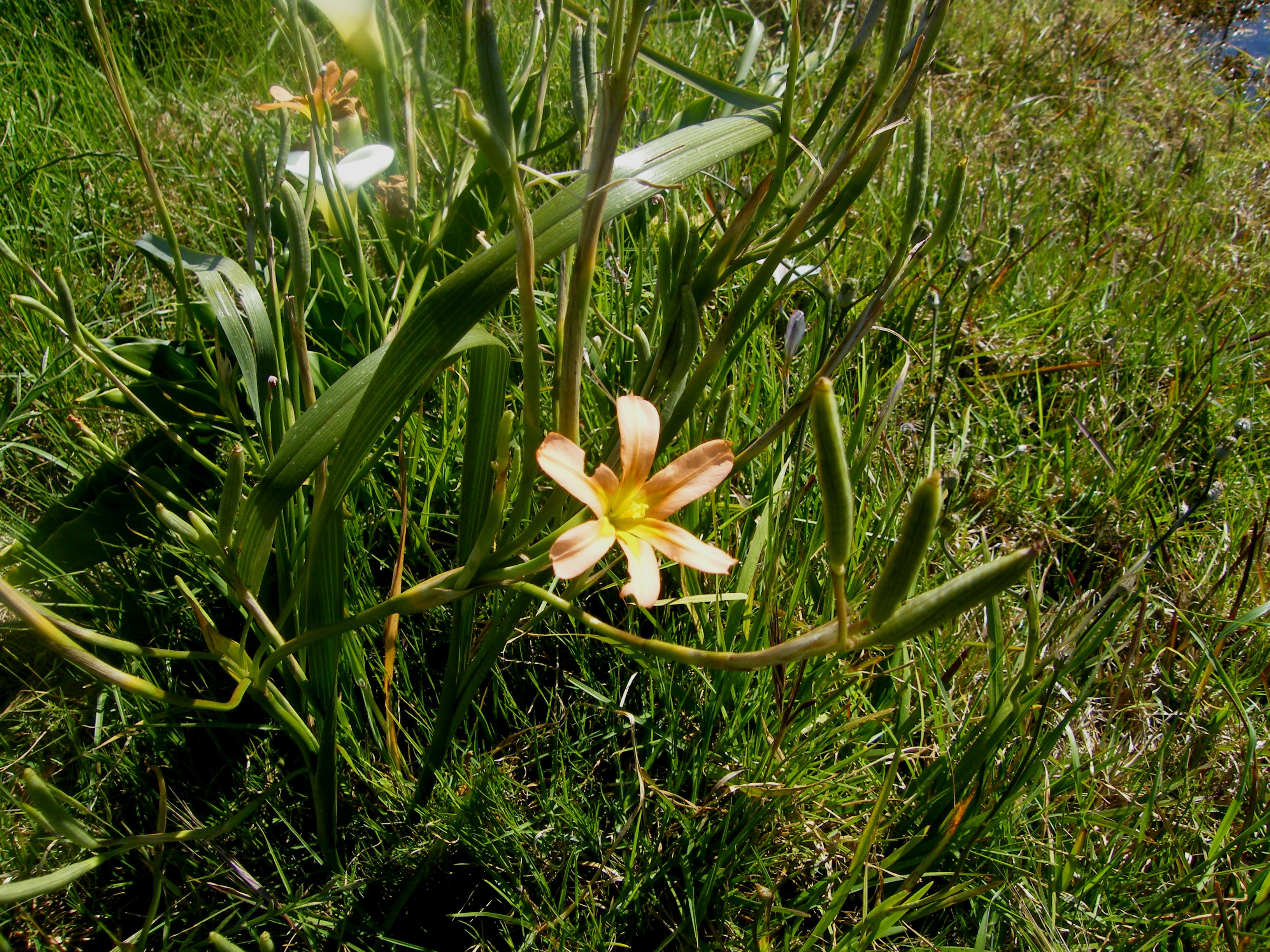
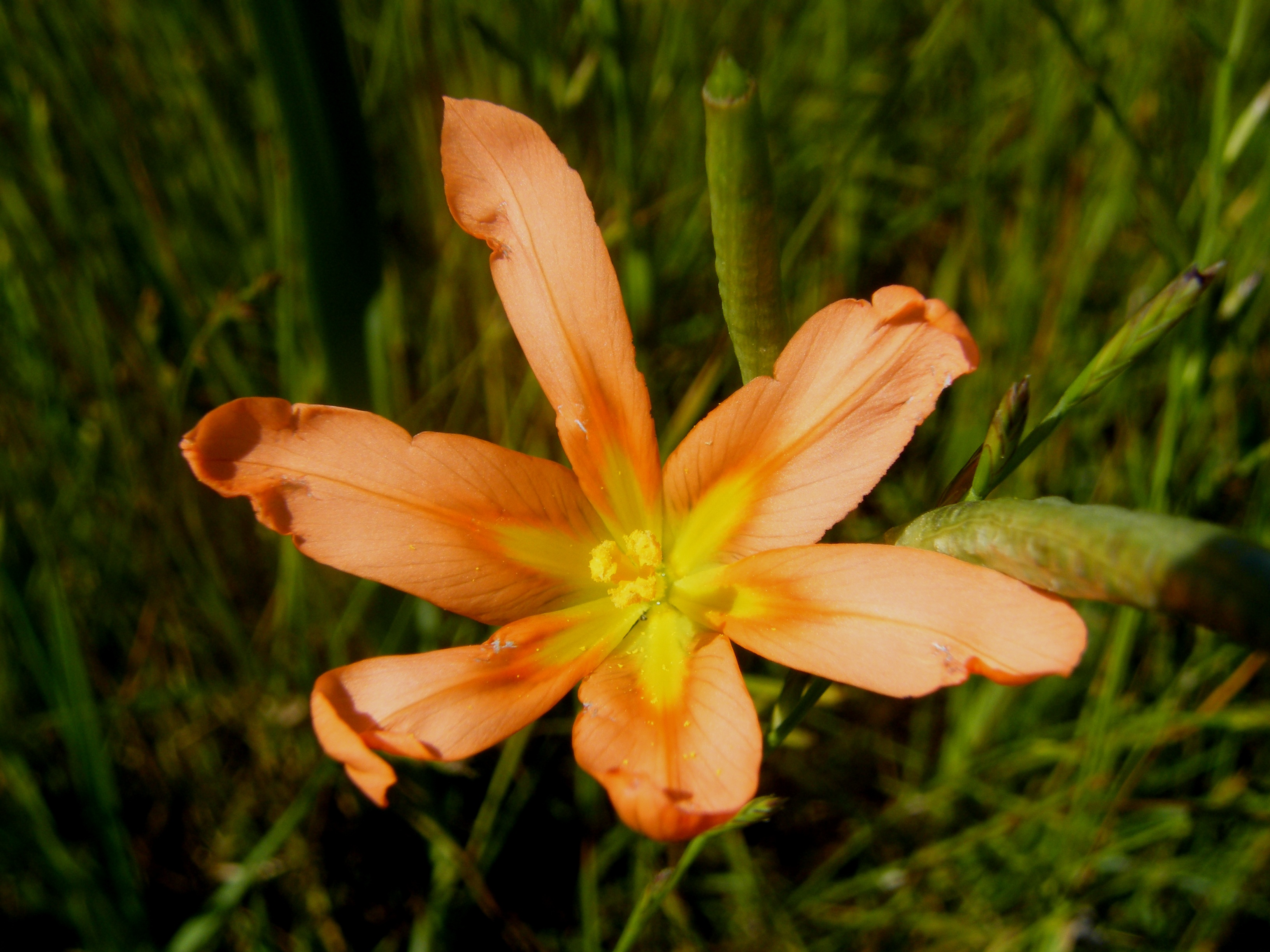
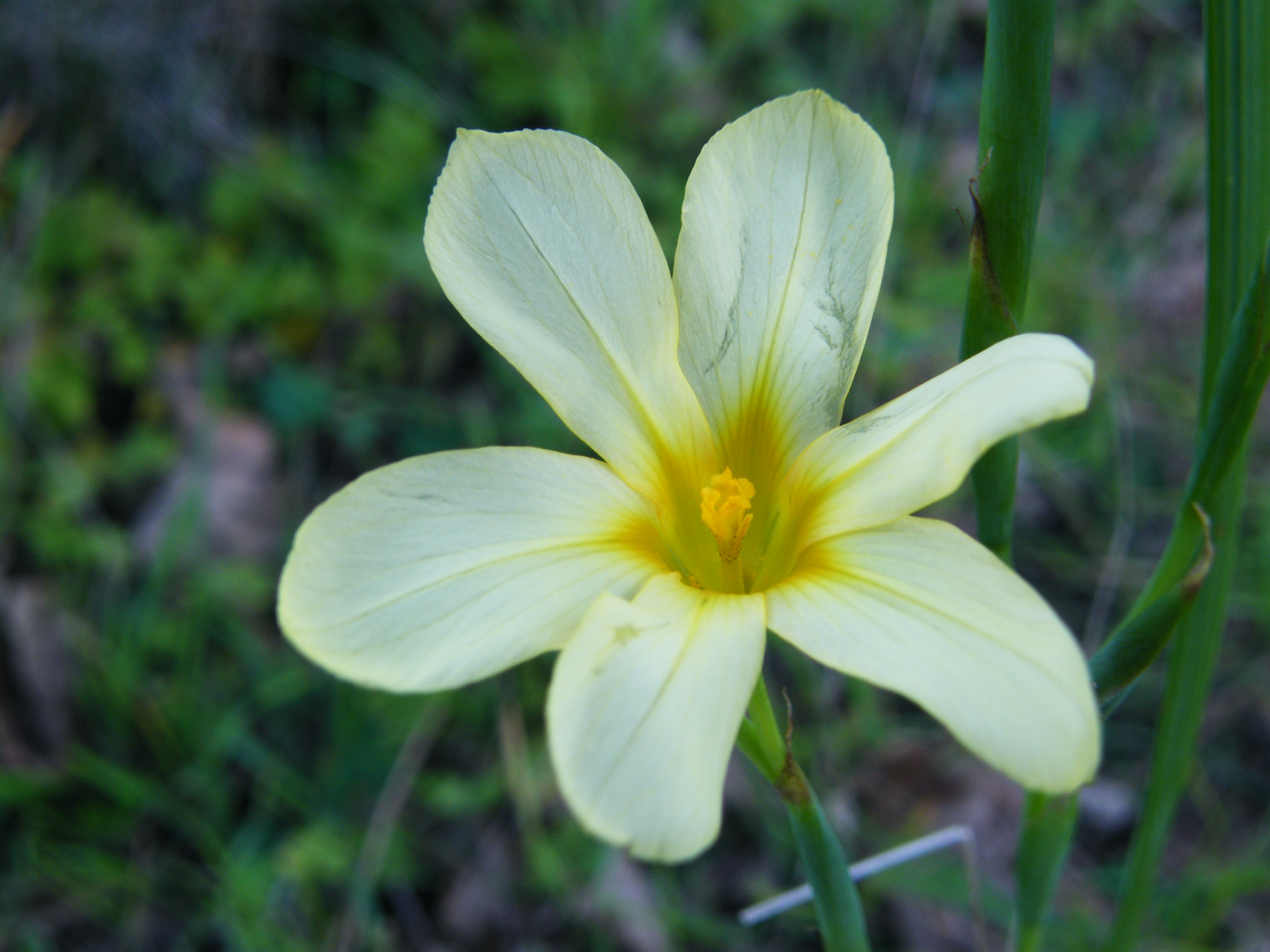